# Argyreia formosana
Argyreia formosana är en vindeväxtart som beskrevs av Ishigami och T. Yamazaki. Argyreia formosana ingår i släktet Argyreia och familjen vindeväxter. Inga underarter finns listade i Catalogue of Life.